# 直既約加群
抽象代数学において、加群が直既約（ちょくきやく、英: indecomposable）であるとは、その加群が0でなく、2つの0でない部分加群の直和として書けないということである。直既約でない加群は直可約（ちょくかやく、英: decomposable）と言う。
直既約は単純（既約）よりも弱い概念である。加群 M が単純であるとは「真の部分加群 0 < N < M がない」ことを意味するが、直既約であるとは「N ⊕ P = M と非自明な方法で書けない」ことを意味する。
直既約加群の直和は完全直可約（かんぜんちょくかやく、英: completely decomposable）と呼ばれる。これは単純加群の直和である半単純加群（完全可約加群）よりも弱い概念である。

## 動機付け
多くの状況において、興味の対象である加群は完全直可約である。したがってこのとき直既約加群は「構造の基本単位」であり研究する必要のある唯一の対象と考えられる（クルル・シュミットの定理）。体上の加群（ベクトル空間）や単項イデアル整域 (PID) 上の有限生成加群はこの場合であり、線型作用素のジョルダン標準形の基礎となっている。

## 例

### 体
体上の加群はベクトル空間である。ベクトル空間が直既約であることと次元が 1 であることは同値である。なのですべてのベクトル空間は完全直可約（実際半単純）であり、無限次元なら無限に多くの直和成分をもつ。

### PID
PID上の有限生成加群は PID上の有限生成加群の構造定理によって分類される。準素分解は直既約加群への分解であるので、PID上のすべての有限生成加群は完全直可約である。
明示的に書けば、素イデアル P に対して R/Pn の形の加群（P = 0 を含む、このとき R になる）は直既約である。すべての有限生成 R-加群はこれらの直和である。これが単純であることは n = 1（または P = 0）であることと同値であることに注意せよ。例えば、位数4の巡回群 Z/4Z は直既約であるが単純でない。この群は位数 2 の部分群 2Z/4Z しか非自明な部分群を持たないが、これは直和因子でない。
整数環 Z 上の加群はアーベル群である。有限生成アーベル群が直既約であることとそれが Z か素数 p と正整数 n について Z/pnZ の形の商群と同型であることは同値である。すべての有限生成アーベル群は（有限個の）直既約アーベル群の直和である。
しかしながら、有限生成でない直既約アーベル群が存在する。有理数 Q はその最も単純な例である。
また代数的閉体上の一変数多項式環 K[x] 上の有限生成直既約加群はジョルダン標準形の理論により K[x]/(x − λ)n (λ ∈ K, n ∈ N) に限る。
固定した正整数 n に対し、実数体（または任意の体 K）上の n 次全行列環 R を考える。このとき Kn は（行列の積によるスカラー倍によって）左 R-加群である。これは同型の違いを除いて唯一の直既約 R-加群である。すべての左 R-加群はこの加群 Kn のコピーの（有限か無限の）直和である。

### 群環
標数 0 の体上の群環はマシュケの定理により半単純なので、直既約加群と単純加群の概念は一致する。
一方、正標数の体上の群環に関しては両者が一致するとは限らない。たとえば F を標数 p > 0 の体とし、P を位数 q の 巡回 p-群とする。群 P の生成元を x とし、
{\displaystyle M_{i}=\bigoplus _{1\leq j\leq i}F(x-1)^{q-j}\quad (1\leq i\leq q)}
とおく。このとき {Mi  |  1 ≤ i ≤ q} は有限次元直既約 FP-加群の同型類である。しかしながら、有限次元単純 FP-加群の同型類は自明な加群 M1 のみである。

## 事実
- すべての単純加群は直既約である。上の2つ目の例で示されているように逆は一般には成り立たない。
- 加群の自己準同型環を見ることで、加群が直既約かどうかわかる。自己準同型環が0でも1でもない冪等元をもたないことと同値である[1]。（f が M のそのような冪等自己準同型であれば、M は ker(f) と im(f) の直和である。）
- 長さ有限の加群が直既約であることとその自己準同型環が局所環であることは同値である。長さ有限の直既約加群の自己準同型についてのより多くの情報はフィッティングの補題によって提供される。
- 長さ有限の状況において、直既約加群への分解はクルル・シュミットの定理によって特に役立つ。すべての長さ有限の加群は有限個の直既約加群の直和として書け、この分解は本質的に一意（直和成分が順番と同型を除いて一意という意味）である[4]。